# Степне (Астраханський район)
Степне́ (каз. Степное) — село у складі Астраханського району Акмолинської області Казахстану. Входить до складу Єсільського сільського округу.
Населення — 199 осіб (2021; 322 у 2009, 554 у 1999, 998 у 1989).
Національний склад станом на 1989 рік:
- росіяни — 36 %;
- казахи — 33 %.